# Nana Ioseliani

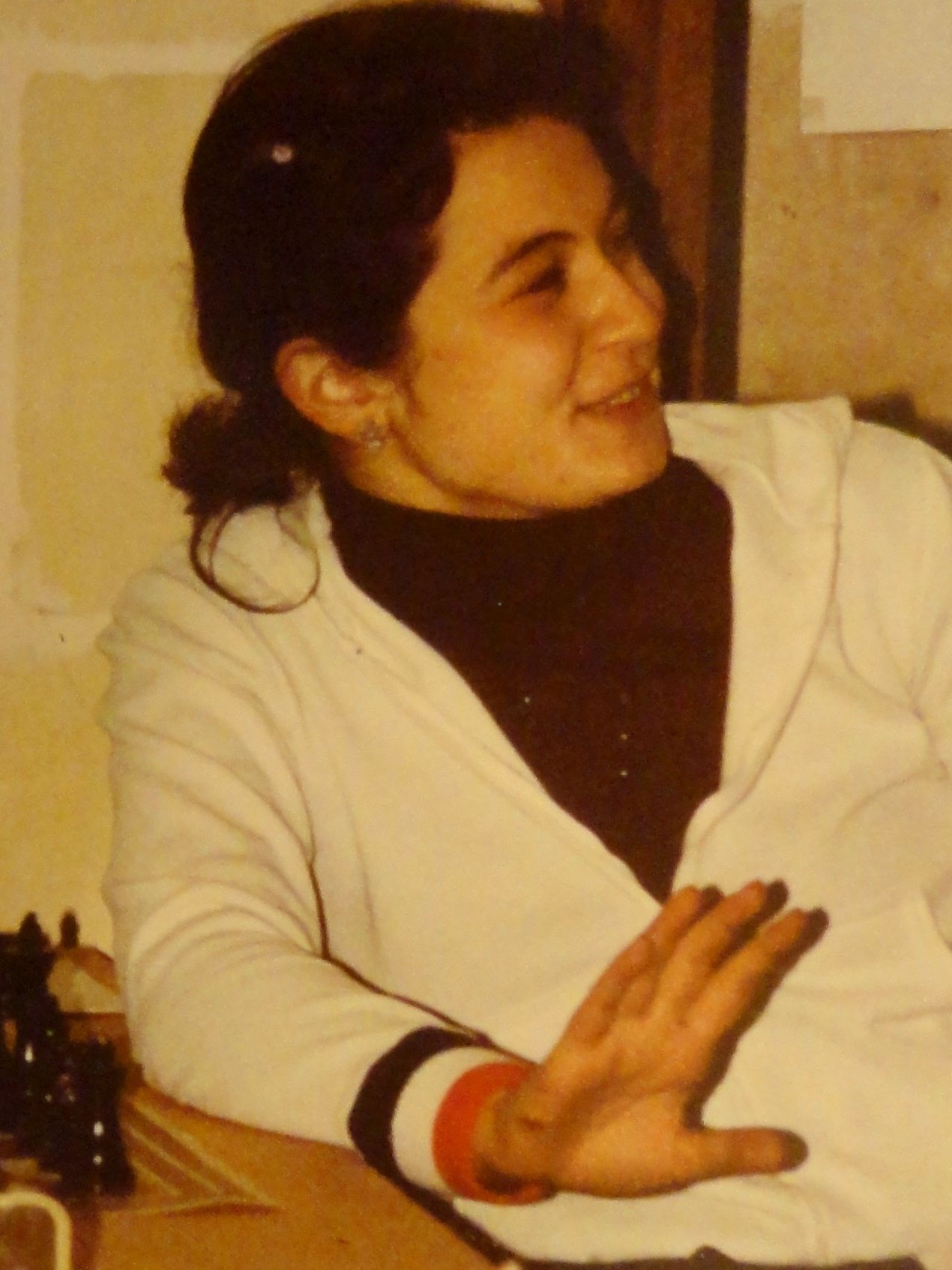
Nana Ioseliani, Malta 1980

Nana Ioseliani (Georgisch: ნანა იოსელიანი) (Tbilisi, 12 februari 1962) is een Georgische schaakster. Ze is Grootmeester bij de vrouwen en Internationaal Meester.
In 1979 en 1980 won het Europees schaakkampioenschap voor junioren bij de meisjes. 
Ze heeft tweemaal het kandidatentoernooi voor het wereldkampioenschap voor vrouwen gewonnen, maar verloor beide malen de match om het kampioenschap: in 1988 tegen Maia Tsjiboerdanidze (7½-8½) en in 1993 tegen Xie Jun (2½-8½).
In 1997 nam ze namens Georgië deel aan het Europees schaakkampioenschap voor landenteams; het team eindigde als eerste.